# Above the Noise
Above the Noise è il quinto album in studio del gruppo pop rock inglese McFly, pubblicato nel 2010.

## Tracce
1. End of the World – 4:02
2. Party Girl – 3:11
3. iF U C Kate – 3:38
4. Shine a Light (featuring Taio Cruz) – 3:39
5. I'll Be Your Man – 4:15
6. Nowhere Left to Run – 3:23
7. I Need a Woman – 3:59
8. That's the Truth – 3:52
9. Take Me There – 3:43
10. This Song – 4:07
11. Foolish – 4:24

## Formazione
Gruppo
- Danny Jones – chitarra, voce, cori
- Tom Fletcher – chitarra, voce, cori
- Harry Judd – batteria, percussioni
- Dougie Poynter – basso, cori

Altri musicisti
- Dallas Austin - tastiere, sintetizzatori
- Mike Hartnett - basso, batteria (3)
- Tony Reyes - chitarra (3)
- Jason Perry - batteria (2,6,8), chitarra (2,6)
- Taio Cruz - voce, sintetizzatori, tastiere